# الهلوسة الواقعية
استخدم مصطلح الهلوسة الواقعية منذ السبعينيات من القرن العشرين بتعريفات مختلفة من قبل النّقاد لوصف أعمالٍ أدبية. ويرتبط هذا المفهوم بالواقعية السّحرية على الرّغم من أنّه يستخدم تحديداً للتّعبير عن حالات الحلم.

## تاريخ المصطلح
في عام 1975, استخدم كليمنس هيسلهاوس هذا المصلح لوصف شعر أنيت فون دروست- هولشوف، على الرّغم من أنّه تعّرض للنقد في في عرض كتاب بأنّه مصطلحٌ “متناقض” لا يعبر بدقة عن البلاغة الرّصينة في تلك القصائد. وأشادت اليزابيث كريمر، البروفسورة في جامعة كاليفورنيا، دافيس , بالهلوسة الواقعية في أدب فون دروست-هولشف لإن “الانتقال إلى عالم الأحلام أمر أكثر صعوبة لانه يُسبق بوصف دقيق للبيئة الواقعية” حسب رأيها.
وفي عام 1981, صنّف كتاب The Oxford Companion to Twentieth-Century Art الهلوسة الواقعية كنزعة سريالية تقوم ب “تصوير دقيق ومحدد لتفاصيل واقعية وفي الوقت ذاته لا تمثّل الواقع لأن أحداثها الواقعية تنتمي إلى عالم الأحلام والخيال”.
وفي عام 1983, عرّفها بوركهارت يندنر في بحثه (الهلوسة الواقعية) على أنّها محاولة لجعل الحاضر ذو قيمة توثيقية واقعية مع تعزيز جماليته. ويذكر يندنر في بحث آخر بعنوان “”Hallucinatory Realism: Peter Weiss’ Aesthetics of Resistance, Notebooks, and the Death Zones of Art” (New German Critique, 1983) أنّ مسرحية بيتر فايس “تروتسكي في المنفى” لها غرضٌ توثيقيٌ بالمعنى الضّيق فقط. عوضاً عن ذلك، إنّها تأخذ شكل الرّؤية المصحوبة بالهلوسة، وكذلك يجب أن تثير لدينا مصطلحات ك “الرؤية” و”الهلوسة” و"انفصام الشخصية" الشّكّ بالإدعاء القائل بوجوب إعادة تصوير الواقع كما هو. فالهلوسة الواقعية هي محاولة لمزج العديد من الشخصيات في اتساع واحد، في رابطة سرية، في تزامنٍ وشبكةٍ من الذكريات المشتركة نحو إنتاج “نحن”. ويذهب ويندكر بالقول أنّ الهلوسة الواقعية تسعى لتحقيق حلم مماثل للأصالة والواقع.
وهذا المصطلح كان الدّافع نحو منح مو يان جائزة نوبل في الأدب في 11/ تشرين الأول- أكتوبر عام 2012. وقد استخدم هذا المصطلح بأربعةِ لغاتٍ من أصل خمسٍ رئيسيةٍ في البيان الصحفي لإعلان الجائزة هي (الإنجليزية والفرنسية والألمانية والإسبانية) ولكن باللغة السويدية تمّ استخدام مصطلح “حدّة الهلوسة” عوضاً عنه. حيث أعلنت الجائزة باللغتين الإنجليزية والسويدية.
ويستخدم مصطلح الهلوسة الواقعية لوصف كيفية قيام الكتاّب بتنظيم عالم خيالي محسوس وقابل للتصديق. وفي مقالة عن منتجة الأفلام مايا ديرن استُخدم المصطلح في جملةٍ حول جعل الواقع ووالخيال غير مُميزان عن بعضهما البعض. واستخدم المصطلح أيضاً بواسطة نقاد آخرين لوصف أعمال بيتر فايس، وتومي انجرير، وفلم بازلوني “الإنجيل برواية متّى”, ورواية “حياتي وكأنّها وهمية” لبيتر كاري، و “زقاق الجنة” لكيلفن بيكر.